# Kazuo Ishiguro
Kazuo Ishiguro (japonês: 石黒一雄,, Hepburn: Ishiguro Kazuo, Nagasaki, 8 de novembro de 1954), é um escritor nipo-britânico. Ishiguro foi galardoado com o Nobel de Literatura em 2017. Suas obras foram traduzidas para mais de 40 idiomas.

## Biografia
Kazuo Ishiguro nasceu na cidade de Nagasaki, Japão, em 8 de novembro de 1954, mas aos cinco anos de idade emigrou com a família para Guildford, na Inglaterra. Seu pai, o oceanógrafo Shizuo Ishiguro, recebeu uma proposta para trabalhar em um projeto de pesquisa por dois anos, e após esse período a família planejava voltar ao seu país, mas por diversas circunstâncias foram permanecendo onde estavam, e Kazuo e suas irmãs, Fumiko e Yoko, cresceram sob a influência das duas culturas.
Estudou na Woking County Grammar School entre os anos de 1966 e 1973, uma escola muito tradicional que lhe proporcionou a vivência na sociedade inglesa. Ishiguro tinha um grande interesse na música, e recebendo grande influência de Bob Dylan, Leonard Cohen e Joni Mitchell. Na sua adolescência sonhava ser um músico, actuando em vários clubes e enviando gravações a várias editoras. Sendo rejeitado por estas, e não tendo futuro com a música, decide dedicar-se à escrita.
Em 1974, entrou para a Universidade de Kent, onde estudou Inglês e Filosofia, mas afastou-se temporariamente da graduação para trabalhar em um reassentamento do departamento de assistência social de Renfrew, na Escócia.
Estudou também na East Anglia, no curso de "escrita criativa" que o escritor Malcolm Bradbury estabeleceu e no qual era ainda professor. Ishiguro define-se como sendo um escritor que deseja escrever novelas internacionais.
Antes de escrever os seus aclamados romances, Ishiguro publicou contos e artigos em revistas variadas, na década de 1980.
Em 2017 foi laureado com o Nobel de Literatura, em virtude da grande força emocional presente em seus romances, e assim revelando o abismo sob o nosso ilusório sentido de conexão com o mundo.
A sua obra foi traduzida em mais de 28 países.

## Obras

### Ficção (romance)
- 1982 – A Pale View of Hills
  - no Brasil: 
 Uma pálida visão dos montes, 1988, Rocco, ISBN 9788532502544
  - em Portugal: 
 As colinas de Nagasáqui, 1989, Relógio d'Água, ISBN 9789727084197 
 As pálidas colinas de Nagasáqui, 2019, Gradiva, ISBN 9789896169121
- 1986 – An Artist of the Floating World
  - no Brasil: 
 Um artista do mundo flutuante, 1989, Rocco, ISBN 8535931058 
 Um artista do mundo flutuante, 2018, Companhia das Letras, ISBN 9788535931051
  - em Portugal: 
 Um artista do mundo flutuante, 2008, Gradiva, ISBN 9789896168186
- 1989 – The Remains of the Day
  - no Brasil: 
 Os vestígios do dia, 1990, Rocco, ISBN 9788532500427 
 Os resíduos do dia, 2003, Companhia das Letras, ISBN 9788535904185
 Os vestígios do dia, 2016, Companhia das Letras, ISBN 9788535926415
  - em Portugal: 
 Os despojos do dia, 1991, Gradiva, ISBN 9789726622093
- 1995 – The Unconsoled
  - no Brasil: 
 O desconsolado, 1996, Rocco, ISBN 9788532506283
  - em Portugal: 
 Os inconsolados, 1995, Gradiva, ISBN 9789896167967
- 2000 – When We Were Orphans
  - no Brasil: 
 Quando éramos órfãos, 2000, Companhia das Letras, ISBN 9788535900675 
 Quando éramos órfãos, 2003, Planeta Deagostini, ISBN 9788574796192
  - em Portugal: 
 Quando éramos órfãos, 2000, Gradiva, ISBN 9789726627616
- 2005 – Never Let Me Go
  - no Brasil: 
 Não me abandone jamais, 2005, Companhia das Letras, ISBN 9788535907292
  - em Portugal: 
 Nunca me deixes, 2017, Gradiva, ISBN 9789896160517
- 2015 – The Buried giant
  - no Brasil: 
 O gigante enterrado, 2015, Companhia das Letras, ISBN 9788535925975
  - em Portugal: 
 O gigante enterrado, 2017, Gradiva, ISBN 9789896166410
- 2019 – Come Rain or Come Shine
- 2021 – Klara and the Sun
  - no Brasil: 
 Klara e o sol, 2021, Companhia das Letras, ISBN  978-6559210237
  - em Portugal: 
 Klara e o sol, 2021, Gradiva, ISBN 9789897850325

### Contos
- 1981 – A Strange and Sometimes Sadness, Waiting for J e Getting Poisoned  (três contos publicados em Introduction 7: Stories by New Writers da editora Faber anda Faber)
- 1982 – A Family Supper (No Brasil: Uma ceia em Família)
- 2009 – Nocturnes: Five Stories of Music and Nightfall
  - no Brasil: 
 Noturnos, 2010, Companhia das Letras, ISBN 978-8535916362
  - em Portugal: 
 Nocturnos, 2017, Gradiva, ISBN 9789896163228

### Argumentos para Cinema (guiões/roteiros)
- 2003 – The saddest music in the world (No Brasil: A Música Mais Triste do Mundo, em Portugal: A Canção Mais Triste do Mundo)

- 2005 – 'The White Countess (No Brasil: A Condessa Branca, em Portugal: A Condessa Russa)

Ensaios
- 2017 – My Twentieth Century Evening and Other Small Breakthroughs
  - no Brasil: 
 Minha noite no século XX e outros pequenos avanços: o discurso do Nobel, 2018, Companhia das Letras, ISBN 978-8535930900
  - em Portugal: 
 A minha noite no século XX e outras pequenas descobertas: o discurso do Nobel,  2018, Gradiva, ISBN 9789896168247